# I Prevail
I Prevail är ett amerikanskt rockband som bildades i Southfield, Michigan, 2013. De släppte sin debut-EP Heart vs. Mind (2014) och blev kända genom sin metal-cover av Taylor Swifts ”Blank Space”, som gavs ut som singel och sedermera certifierades platina i USA. Bandet har därefter släppt tre studioalbum: Lifelines (2016), Trauma (2019) och True Power (2022). De har också haft framgångar med eget material – singeln ”Bow Down” nominerades till Grammy-priset för bästa metalframträdande 2019, och Trauma nominerades till Grammy-priset för bästa rockalbum samma år. I maj 2025 meddelade bandet att sångaren Brian Burkhieser lämnar gruppen.

## Musikstil
I Prevails musikstil har beskrivits som post-hardcore, metalcore, pop-punk, hårdrock och nu metal. Bandet kombinerar element av metal, alternativ rock, elektronisk musik, hiphop, trap, trap metal, rap och pop.
James Christopher Monger på AllMusic beskrev bandets sound som en ”ursinnig blandning av metalcore, pop-punk och post-hardcore som för tankarna till Bring Me the Horizon, We Came as Romans och A Day to Remember”. Bandets övriga influenser inkluderar bland andra Slipknot, Metallica, Eminem, Linkin Park och Beastie Boys.